# Socorro (Santander)

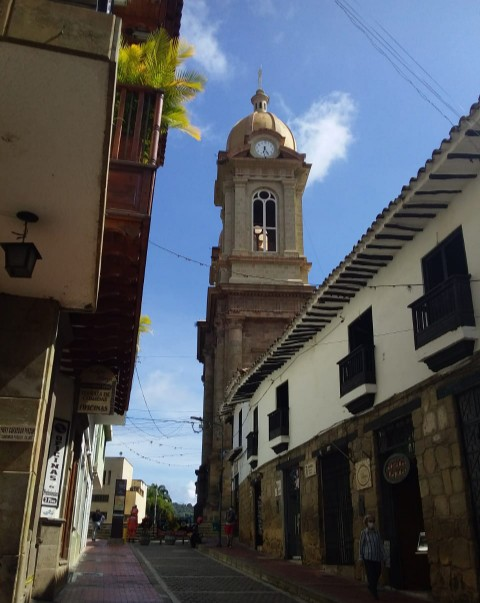

Socorro est une ville colombienne, chef-lieu de la province des Comuneros dans le département de Santander.

## Personnalités liées à la municipalité
- Antonia Santos (1782-1819) : héroïne de la guerre d'indépendance de la Colombie, fusillée à El Socorro.